# WASt

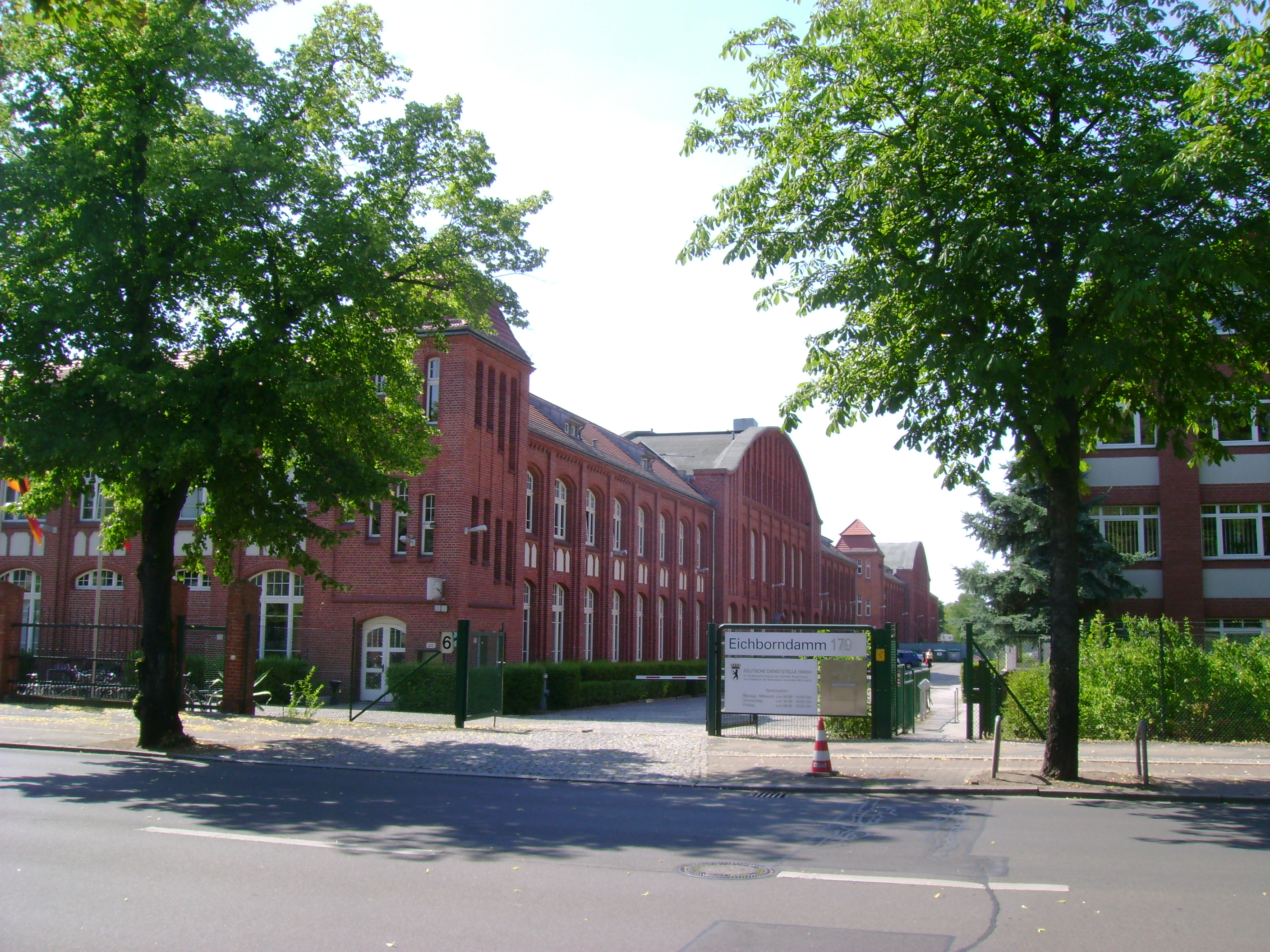
Entrata principale della Deutsche Dienststelle (WASt) a Berlino

La Deutsche Dienststelle (WASt) (ex Wehrmachtsauskunftstelle) è una agenzia tedesca con sede a Berlino nata per notificare i parenti prossimi di soldati caduti nella seconda guerra mondiale della ex Wehrmacht tedesca.
L'agenzia fornisce anche notizie su soldati stranieri e prigionieri di guerra in Germania.
Questo tipo di informazione è usato per procedure civili e come registro ufficiale dei morti di guerra.
Ha iniziato a lavorare il 26 agosto 1939 sotto il nome di Wehrmachtsauskunftstelle für Kriegerverluste und Kriegsgefangene (WASt) come parte della Wehrmacht.
Oggi è un'agenzia del land di Berlino.